# Ósio de Córdova
Ósio de Córdova (ca. 257 - 359), também conhecido como Hósio ou Óssio, foi um bispo de Córdova e um dos mais proeminentes defensores do Catolicismo durante a controvérsia ariana, que dividiu a igreja antiga durante o século IV. Após Lactâncio, ele era o mais próximo conselheiro do Imperador Constantino, e o guiou em muitos de seus discursos públicos, como a "Oração aos Santos", endereçada aos bispos reunidos.

## Vida e obras
Ele nasceu provavelmente na Córduba romana, na província da Hispânia, embora uma passagem em Zósimo já foi conjecturada como sendo uma crença do autor de que Ósio seria um egípcio.
Eleito para a sé de Córdova antes do final do século III, ele escapou por pouco do martírio durante a perseguição de Maximiano (303 - 305). Em 305 ou 306, ele compareceu ao Sínodo de Elvira (Ilíberis) - seu nome aparecendo em segundo na lista dos presentes - e defendeu seus estritos cânones sobre pontos disciplinares como o tratamento dos que renegaram a sua fé durante as perseguições recentes (traditores) - o que deu margem para o surgimento do Donatismo - e questões sobre o casamento clerical.
Em 313, ele reaparece na corte de Constantino, mencionado explicitamente pelo nome numa comunicação direcionada à Ceciliano de Cartago naquele mesmo ano. Em 323, ele foi o portador e provável autor da carta de Constantino ao bispo Alexandre de Alexandria e Ário, seu diácono, ordenando que eles parassem de perturbar a fé da igreja. Além disso, com o fracasso das negociações no Egito, foi sem dúvida com a ajuda ativa de Ósio que o Primeiro Concílio de Niceia foi convocado em 325. Ele certamente tomou parte nos procedimentos deste concílio, embora a afirmação de que ele o tenha presidido seja duvidosa, assim como a de que ele teria sido o principal autor do Credo de Niceia. Ainda assim, ele influenciou fortemente o eventual julgamento do imperador contra o partido de Ário (heteroousianos).
Após um período de vida tranquila em sua própria diocese, Ósio presidiu em 343 o infrutífero Sínodo de Sárdica, que se mostrou tão hostil com o arianismo. Dali em diante, ele falou e escreveu em favor de Atanásio de Alexandria - principal defensor dos homoousianos.
Após a morte de Constantino, o prestígio dado à causa ortodoxa (homoousianos) na controvérsia ariana por conta do apoio do venerável Ósio levou os arianos a pressionar o imperador Constâncio II, que o convocou até Mediolano, onde ele se recusou a condenar Atanásio e a estender a comunhão aos arianos. Ele impressionou tanto o imperador que foi autorizado a voltar para casa apesar da desobediência. Mais pressão ariana levou Constâncio a escrever-lhe uma carta perguntando se ele seria o único a permanecer em sua obstinação. Em resposta, Ósio enviou-lhe uma corajosa carta de protesto contra a interferência do imperador nos assuntos da Igreja (353), preservada por Atanásio, que levou ao exílio de Ósio na cidade de Sirmio em 355. Do exílio, ele escreveu novamente para Constâncio II a sua única composição sobrevivente, uma carta, considerada muito justamente por Tillemont como demonstrando gravidade, dignidade, gentileza, sabedoria, generosidade e, de fato, todas as qualidades de uma grande alma e um grande bispo.
Desta época (353) também há uma carta do Papa Libério para ele.

## Lapso no fim da vida
Submetido à contínua pressão dos arianos, o já envelhecido Ósio, que já beirava os cem anos, fraquejou ao assinar a fórmula adotada pelo terceiro Concílio de Sirmio em 357, que incluía a comunhão com os arianos e excluía as condenações à Atanásio. Assim ele obteve autorização para retornar para sua diocese na Hispânia, onde morreu em 359.